# غوران هاغبيرغ
غوران هاغبيرغ (بالسويدية: Göran Hagberg)‏، حارس مرمى كرة قدم سابق، من مواليد 8 نوفمبر عام 1947 في بيوف، السويد. شارك مع المنتخب الوطني السويدي في كأس العالم عام 1974 المقامة آنذاك في المانيا الغربية، وشارك أيضًا في نهائيات كأس العالم 1978 في الأرجنتين. فاز غوران هاغبيرغ في الكأس السويدي في كرة القدم عام 1977

## روابط خارجية
- غوران هاغبيرغ على موقع الاتحاد الدولي (مؤرشف)  (الإنجليزية)
- غوران هاغبيرغ على موقع قاعدة بيانات كرة القدم.إي يو (الإنجليزية)
- غوران هاغبيرغ على موقع ناشيونال فوتبول تيمز (الإنجليزية)
- غوران هاغبيرغ على موقع عالم كرة القدم.نت (الإنجليزية)